# Livonsaari, Nådendal
Livonsaari är en ö i Finland.   Den ligger i kommunen Nådendal i landskapet Egentliga Finland, i den sydvästra delen av landet, 180 km väster om huvudstaden Helsingfors. Arean är 26,3 kvadratkilometer.
Terrängen på Livonsaari är mycket platt. Öns högsta punkt är 51 meter över havet. Den sträcker sig 10,9 kilometer i nord-sydlig riktning, och 6,0 kilometer i öst-västlig riktning.
I övrigt finns följande på Livonsaari:
- Ahvenuskari (en ö)
- Kraakkari (en ö)